# Grammia saundersi
Grammia saundersi là một loài bướm đêm thuộc phân họ Arctiinae, họ Erebidae.